# 바뇌의 성모

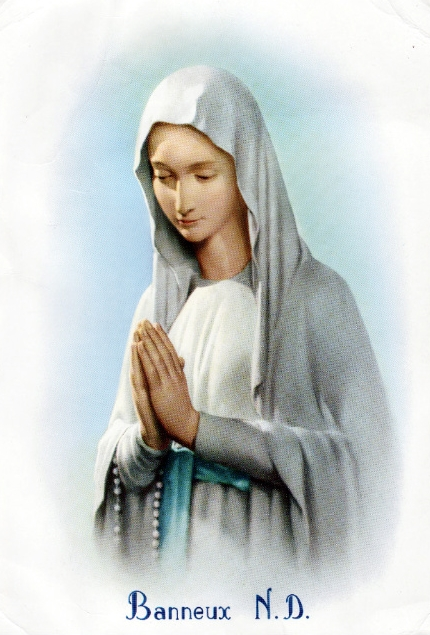
(바뇌의 성모님)

바뇌의 성모는 벨기에 동부 리에주에 있는 바뇌에 살았던 12세 소녀 마리에트 베코에게 발현한 성모 마리아를 가리키는 말이다. 1933년 1월 15일에서 3월 2일 동안 마리에트는 그녀의 가족과 지도신부에게 자신을 ‘가난한 이들의 동정녀’라고 칭한 순백의 옷을 입은 아름다운 부인을 보았다고 이야기했다. 그 부인은 고개를 약간 왼쪽으로 갸우뚱하면서 합장한 두 손을 가슴에 얹고 있었으며, 마리에트에게 “나는 고통을 받는 이들을 위로하기 위해서 왔다. 나를 믿어라. 나도 너를 믿겠다.”라고 말하였다. 성모는 마리에트를 작은 샘이 있는 곳까지 안내한 후, 이 샘을 치유의 샘이라고 부르며 “이 샘은 모든 백성들과 병자들을 위해서 보존되어 왔단다.”라고 말하였다. 이 치유의 샘이 있는 곳은 시간이 흘러도 수많은 순례자가 방문하고 있다. 오늘날 작은 샘은 매일 7,570,390.352밀리리터의 물을 산출하고 있으며 수많은 기적적인 치유 사례가 보고되고 있다.
마리에트의 환시 사례는 1935년부터 1937년까지 벨기에 주교단이 공식적으로 조사하였다. 주교단이 작성한 보고서는 더 심층 높은 조사를 위해 로마에 제출되었다. 1942년 5월 리에주 교구장 케르크호프스 주교는 성모 발현의 신빙성을 처음으로 승인하였다. 1947년에는 교황청으로부터 성모 발현에 대한 공식 승인이 내려졌다.
성모 발현 이후, 마리에트는 성직자나 수도자가 된 다른 성모 발현 목격자들과는 달리 결혼하여 가정을 꾸리며 다른 사람들처럼 평범한 삶을 살았다.

## 같이 보기
- 성모 발현